# Kateřina Klasnová
Kateřina Klasnová (* 14. října 1977 Praha) je česká novinářka a politička, v letech 2005 až 2013 místopředsedkyně politické strany Věci veřejné, od května 2010 do srpna 2013 poslankyně PS PČR, v letech 2006 až 2018 zastupitelka městské části Praha 1 a od listopadu 2022 místostarostka Prahy 1. Od dubna 2012 do srpna 2013 byla předsedkyní poslaneckého klubu Věci veřejné.
Od června 2010 zastávala funkci místopředsedkyně Poslanecké sněmovny, na kterou rezignovala v dubnu 2012, když Věci veřejné odešly z vlády a Klasnová odmítla podporovat ODS a TOP 09 výměnou za ponechání postů.

## Vzdělání a profese
Vystudovala Střední školu elektrotechnickou, obor elektrotechnika. Po maturitě se však rozhodla pro humanitní obor a absolvovala obor husitská teologie – religionistika na Husitské teologické fakultě Univerzity Karlovy. V současnosti (2013) má přerušené studium politologie a mezinárodních vztahů na soukromé vysoké škole Cevro Institut.
Zpočátku chtěla na vysoké škole zůstat jako pedagog, ale po získání malého doktorátu z akademického života odešla a jelikož již v té době byla členkou strany Věci veřejné, nastoupila jako fotoeditorka a redaktorka stranického časopisu Pražan. Později se stala jeho šéfredaktorkou. Redakci opustila, když byla zvolena poslankyní v květnu 2010. V současné době (2014) opět působí v redakci časopisu Pražan, vydávaném pro Prahu 1 – v této městské části byla opoziční zastupitelkou.

## Politická kariéra
Ve straně Věci veřejné je od roku 2001, v roce 2005 byla zvolena místopředsedkyní strany. Od roku 2006 do roku 2018 působila jako zastupitelka městské části Praha 1. V prvním volebním období byla členkou komise pro kulturu a komise pro parky a zeleň, ve druhém období komise pro územní rozvoj, kterou krátký čas i vedla. Ve volbách do Poslanecké sněmovny v roce 2010 byla lídrem své strany ve Středočeském kraji. Poslankyní byla zvolena z druhého místa, neboť preferenčními hlasy ji předstihl Stanislav Huml. 24. června 2010 byla zvolena místopředsedkyní Poslanecké sněmovny a stala se tak nejmladší členkou ve vedení dolní komory v historii republiky. V březnu 2012 byla zmiňována jako vhodná kandidátka na ministryni školství po odstupujícím Josefu Dobešovi. V dubnu však došlo k rozštěpení strany a k odchodu Věcí veřejných do opozice. Klasnová poté odstoupila z funkce místopředsedkyně Sněmovny. Následně zastávala funkci předsedkyně poslaneckého klubu VV. Do předčasných voleb po rozpuštění sněmovny nekandidovaly Věci veřejné samostatně, jejich členové se objevili na kandidátkách Úsvitu. Spolupráci s Tomiem Okamurou však Klasnová odmítla a poslanecký mandát tak v roce 2013 neobhajovala. Odmítla také kandidovat do vedení strany na volební konferenci v lednu 2014.

### Kandidatury do Evropského parlamentu (od r. 2009)
V roce 2009 kandidovala do Evropského parlamentu, avšak neúspěšně. Ve volbách do Evropského parlamentu v roce 2014 opět kandidovala, a to na 28. místě kandidátky Věcí veřejných, avšak opět neúspěšně.

### Odchod z Věcí veřejných
V polovině července 2014 vystoupila z Věcí veřejných. K odchodu ze strany ji mimo jiné přiměla i spolupráce VV s hnutím Úsvit přímé demokracie, jemuž předsedal Tomio Okamura. V komunálních volbách v roce 2014 kandidovala jako nestraník na kandidátce subjektu Zelená pro jedničku (tj. SZ a nezávislí kandidáti) do Zastupitelstva Městské části Praha 1 a uspěla, byla členkou bezpečnostní komise a předsedkyní bytové a sociální komise. Ve volbách v roce 2018 obhajovala jako nestraník na kandidátce subjektu „ZELENÁ PRO JEDNIČKU“ (tj. Zelení a nezávislí kandidáti) post zastupitelky městské části Praha 1, ale neuspěla (skončila jako první náhradnice). V komunálních volbách 2022 vedla jako volební lídryně hnutí Rezidenti 1, které se po volbách s dvěma zastupiteli stalo součástí koalice vládnoucí na radnici Prahy 1 (společně s Piráty, ODS, TOP 09 a ANO) a Klasnová se stala místostarostkou.

## Osobní život

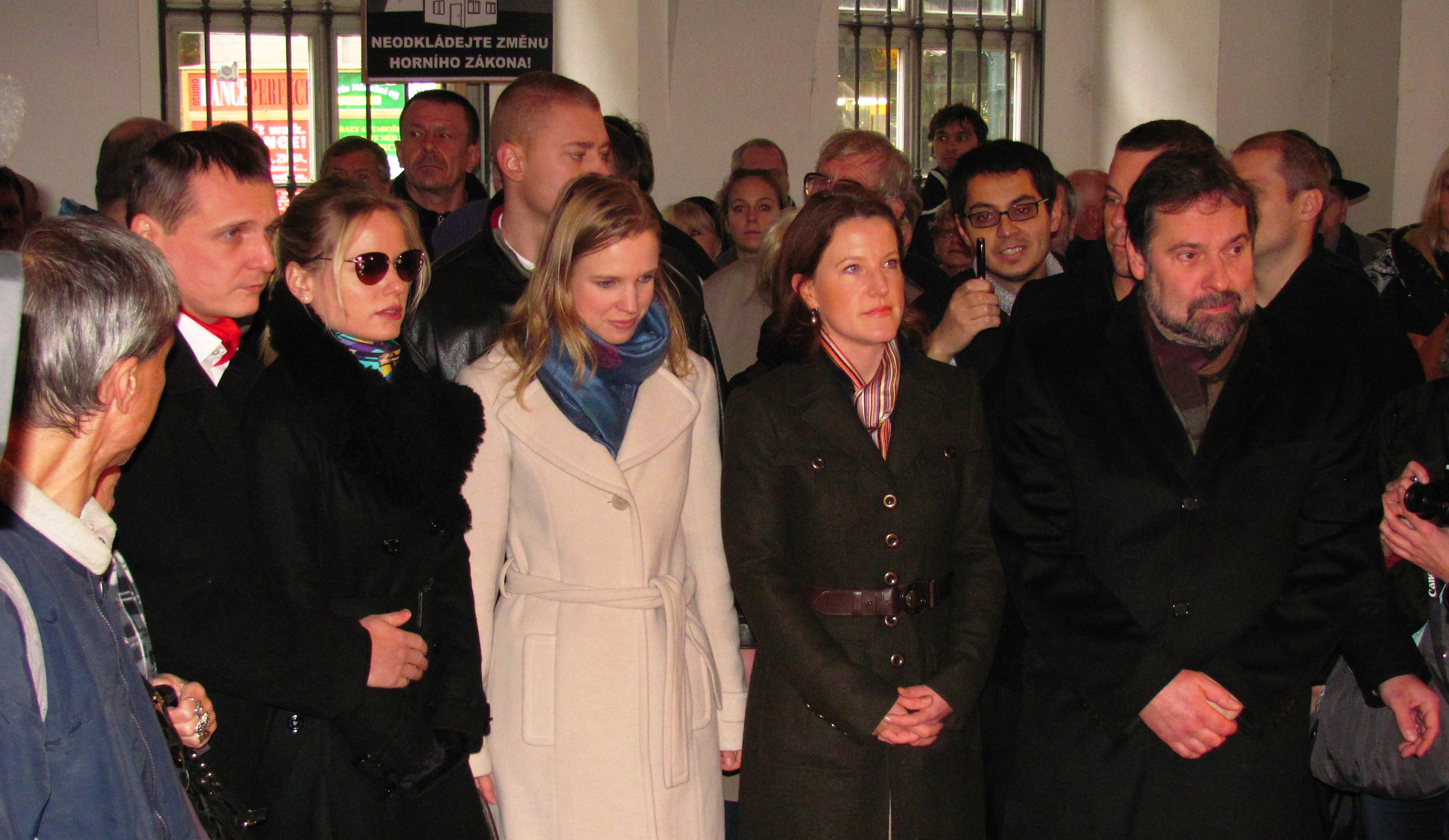
Kateřina Klasnová s manželem (první zleva)

Kateřina Klasnová v dětství žila s rodiči a s o šest let starším bratrem Filipem v Hodkovičkách v Praze 4. Od svých 25 let žije se svým manželem Vítem Bártou, volebním manažerem Věcí veřejných a exministrem dopravy. Svatbu měli 10. července 2010 na zámku Mcely a Klasnová si po sňatku ponechala své dívčí příjmení. Žijí na pražském Klárově. Dne 24. března 2016 se jim narodila dcera Amálie.. Je též ředitelkou Husitské diakonie. 
Její bratr Filip Klasna 11. dubna 2011, v době finanční aféry VV, ukončil dohodou po 13 letech pracovní poměr ve společnosti MAFRA a.s., která je vydavatelem MF DNES, kde pracoval jako vedoucí jednoho z oddělení IT. Popřel, že by byl napojen na agenturu ABL či se pokoušel o únik informací souvisejících s aférou VV. Toto nařčení se skutečně nikdy nepotvrdilo. Naopak při ukončení pracovního poměru vydala MAFRA a.s. Klasnovi potvrzení, že společnost nemá k němu ani k jeho profesní činnosti jakékoli výhrady a jeho služby hodnotí kladně.